# Мечеть Гаджи Бані
Мечеть Гаджи Бані (азерб. Hacı Bani məscidi) — мечеть XVI століття, розташована на історичній частині міста Баку, фортеці Ічері-шехер.

## Історія та архітектура
Мечеть розташована в комплексі Палацу ширваншахів, в напрямку спуску вулиці. Судячи з арабського напису на китабі, була побудована в XVI столітті архітектором Гаджи Бані. Центральний план мечеті купольний. Навпроти входу розташований великий сталактитовий міхраб в кілька ярусів. Інша китабе повідомляє дату ремонту мечеті в 1320 році хіджри, що відповідає 1902 / 1903 рокам .
В результаті ремонту на початку XX століття були проведені значні роботи з реконструкції мечеті. Були добудовані вестибюль і приміщення для жінок (шабістан). Зал був подвійно освітлений за допомогою доданих парних напівциркульних вікон. За словами історика архітектрури Шаміля Фатуллаєва, незважаючи на те, що реконструкція велася відповідно до європейських традицій, інтер'єр і екстер'єр зберегли стиль і мотиви традиційної національної азербайджанської архітектури .
Розташований на кубічній підставці складений з каменю конусоподібний купол мечеті схожий з типовими апшеронськими куполами .
Згідно з розпорядженням Кабінету Міністрів Азербайджанської Республіки «Про історичні та культурні пам'ятки» мечеть Гаджи Бані є «пам'яткою історії та культури національного значення».

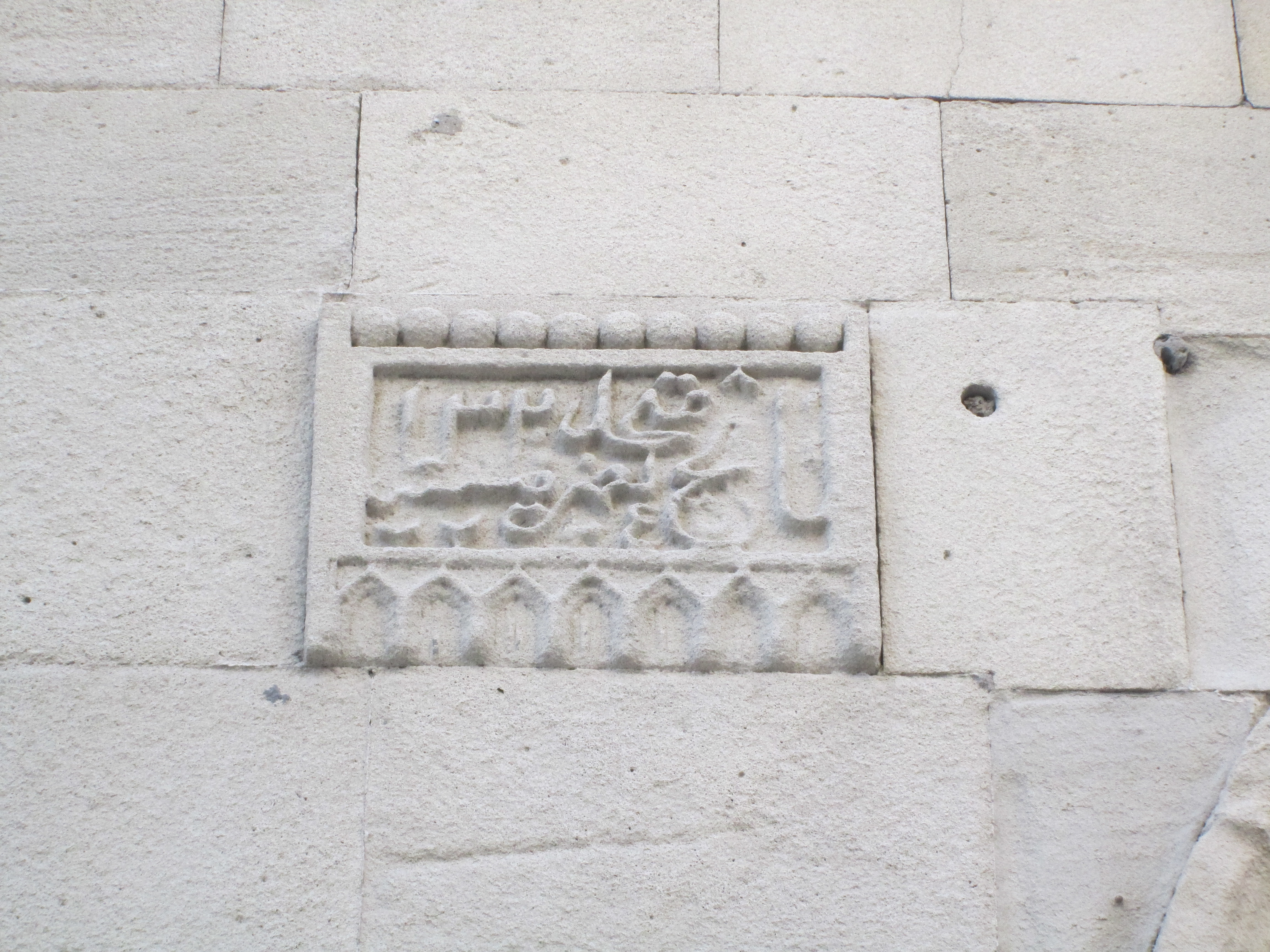
Кітабе на стіні мечеті